# Groupe 7 des éliminatoires du Championnat d'Europe féminin de football 2013
Cet article donne les résultats des matchs du groupe 7 des éliminatoires de l'Euro 2013.

## Classement
| Rang | Équipe   | Pts | J | G | N | P | Bp | Bc | Diff |  | Résultats (▼ dom., ► ext.) |     |     |     |     |      |
| ---- | -------- | --- | - | - | - | - | -- | -- | ---- |  | -------------------------- | --- | --- | --- | --- | ---- |
| 1    | Danemark | 21  | 8 | 7 | 0 | 1 | 28 | 3  | +25  |  | Danemark                   |     | 3-0 | 1-0 | 2-0 | 11-0 |
| 2    | Autriche | 19  | 8 | 6 | 1 | 1 | 16 | 9  | +7   |  | Autriche                   | 3-1 |     | 1-1 | 1-0 | 3-0  |
| 3    | Tchéquie | 13  | 8 | 4 | 1 | 3 | 16 | 9  | +7   |  | Tchéquie                   | 0-2 | 2-3 |     | 1-0 | 5-0  |
| 4    | Portugal | 6   | 8 | 2 | 0 | 6 | 16 | 13 | +3   |  | Portugal                   | 0-3 | 0-1 | 2-5 |     | 6-0  |
| 5    | Arménie  | 0   | 8 | 0 | 0 | 8 | 2  | 44 | -42  |  | Arménie                    | 0-5 | 2-4 | 0-2 | 0-8 |      |

## Résultats et calendrier
| 1re journée                 | Arménie | 0 – 8   | Portugal                                                                                       | Stade Mika, Erevan           |                              |
| 17 septembre 2011 14:00 HEC |         | (0 - 3) | Mendes 2e · Rodrigues 7e 59e · Fernandes 45+2e 53e · Brandão 63e · Couto 70e (pen.) · Luis 84e | Arbitrage : Esther Azzopardi | Arbitrage : Esther Azzopardi |
| 17 septembre 2011 14:00 HEC | Rapport |         |                                                                                                | Arbitrage : Esther Azzopardi | Arbitrage : Esther Azzopardi |

| 17 septembre 2011 | Autriche      | 1 – 1   | Tchéquie   | Voralpenstadion, Vöcklabruck   |                                |
| 17:00 HEC         | Hanschitz 60e | (0 - 0) | Mocová 55e | Arbitrage : Cristina Dorcioman | Arbitrage : Cristina Dorcioman |
| 17:00 HEC         | Rapport       |         |            | Arbitrage : Cristina Dorcioman | Arbitrage : Cristina Dorcioman |

| 2e journée                  | Arménie | 0 – 5   | Danemark                                                                | Stade Mika, Erevan        |                           |
| 21 septembre 2011 14:00 HEC |         | (0 - 2) | Petersen 4e · Troelsgaard 29e · Harder 49e · Jensen 72e · Nielsen 90+3e | Arbitrage : Lilach Asulin | Arbitrage : Lilach Asulin |
| 21 septembre 2011 14:00 HEC | Rapport |         |                                                                         | Arbitrage : Lilach Asulin | Arbitrage : Lilach Asulin |

| 3e journée                | Tchéquie           | 1 – 0   | Portugal | Městský sportovní areál, Pisek |                              |
| 22 octobre 2011 15:00 HEC | Petra Divišová 65e | (0 - 0) |          | Arbitrage : Sofia Karagiorgi   | Arbitrage : Sofia Karagiorgi |
| 22 octobre 2011 15:00 HEC | Rapport            |         |          | Arbitrage : Sofia Karagiorgi   | Arbitrage : Sofia Karagiorgi |

| 22 octobre 2011 | Danemark                    | 3 – 0   | Autriche | Jokri Park, Vejle          |                            |
| 19:30 HEC       | Pernille Harder 32e 41e 92e | (2 - 0) |          | Arbitrage : Efthalia Mitsi | Arbitrage : Efthalia Mitsi |
| 19:30 HEC       | Rapport                     |         |          | Arbitrage : Efthalia Mitsi | Arbitrage : Efthalia Mitsi |

| 4e journée                | Portugal | 0 – 3   | Danemark                                                             | Municipal, Barcelos        |                            |
| 26 octobre 2011 16:00 HEC |          | (0 - 1) | 13e Nanna Christiansen · 77e Kristine Petersen · 87e Theresa Nielsen | Arbitrage : Esther Staubli | Arbitrage : Esther Staubli |
| 26 octobre 2011 16:00 HEC | Rapport  |         |                                                                      | Arbitrage : Esther Staubli | Arbitrage : Esther Staubli |

| 26 octobre 2011 | Autriche                                                        | 3 – 0   | Arménie | Murinselstadion, Bruck an der Mur |                              |
| 15:30 HEC       | Laura Feiersinger 17e · Daniela Tasch 40e · Maria Gstöttner 70e | (2 - 0) |         | Arbitrage : Monika Mularczyk      | Arbitrage : Monika Mularczyk |
| 15:30 HEC       | Rapport                                                         |         |         | Arbitrage : Monika Mularczyk      | Arbitrage : Monika Mularczyk |

| 5e journée                 | Portugal | 0 – 1   | Autriche              | Estádio Municipal de Pombal, Pombal |                            |
| 19 novembre 2011 19:00 HEC |          | (0 - 1) | 13e Laura Feiersinger | Arbitrage : Linn Andersson          | Arbitrage : Linn Andersson |
| 19 novembre 2011 19:00 HEC | Rapport  |         |                       | Arbitrage : Linn Andersson          | Arbitrage : Linn Andersson |

| 20 novembre 2011 | Tchéquie | 5 – 0   | Arménie | SK Roudnice nad Labem, Roudnice |                               |
| 13:30 HEC        | Irena Martínková 3e · Jana Sedláčková 6e · Lucie Martínková 11e · Veronika Hoferková 70e · Adéla Pivoňková 90+1e | (3 - 0) |         | Arbitrage : Eleni Lampadariou   | Arbitrage : Eleni Lampadariou |
| 13:30 HEC        | Rapport |         |         | Arbitrage : Eleni Lampadariou   | Arbitrage : Eleni Lampadariou |

| 6e journée                 | Danemark | 11 – 0  | Arménie | Vejle Stadion, Vejle    |                         |
| 23 novembre 2011 18:15 HEC | Sanne Troelsgaard 3e 24e 53e · Line Røddik Hansen 28e 86e · Pernille Harder 36e 44e 88e · Nanna Christiansen 42e · Katrine Pedersen 58e · Julie Rydahl Bukh 90+2e | (6 - 0) |         | Arbitrage : Anja Kunick | Arbitrage : Anja Kunick |
| 23 novembre 2011 18:15 HEC | Rapport |         |         | Arbitrage : Anja Kunick | Arbitrage : Anja Kunick |

| 7e journée                | Portugal | 6 – 0   | Arménie | Municipal, Cartaxo            |                               |
| 15 février 2012 16:00 HEC | Laura Luis 30e · Carole Costa 35e · Cláudia Neto 46e · Andrea Rodrigues 58e · Melissa Antunes 62e · Sónia Matias 67e | (2 - 0) |         | Arbitrage : Marija Damjanović | Arbitrage : Marija Damjanović |
| 15 février 2012 16:00 HEC | Rapport |         |         | Arbitrage : Marija Damjanović | Arbitrage : Marija Damjanović |

| 8e journée             | Portugal                                   | 2 – 5   | Tchéquie                                                                       | João Cardoso Stadium, Tondela |                             |
| 31 mars 2012 17:00 HEC | Andrea Rodrigues 20e · Carolina Mendes 71e | (1 - 4) | 13e 27e 36e (pen.) Irena Martínková · 45e Petra Divišová · 53e Adéla Pivoňková | Arbitrage : Floarea Ionescu   | Arbitrage : Floarea Ionescu |
| 31 mars 2012 17:00 HEC | Rapport                                    |         |                                                                                | Arbitrage : Floarea Ionescu   | Arbitrage : Floarea Ionescu |

| 1er avril 2012 | Arménie                               | 2 – 4   | Autriche                                    | Stade Mika, Erevan           |                              |
| 13:00 HEC      | Gohar Armenyan 7e · Ani Ghukasyan 10e | (2 - 3) | 21e 35e 59e Nina Burger · 27e Cornelia Haas | Arbitrage : Aneliya Sinabova | Arbitrage : Aneliya Sinabova |
| 13:00 HEC      | Rapport                               |         |                                             | Arbitrage : Aneliya Sinabova | Arbitrage : Aneliya Sinabova |

| 9e journée             | Tchéquie | 0 – 2   | Danemark                               | FK Viktoria Stadion, Prague |                             |
| 4 avril 2012 15:30 HEC |          | (0 - 1) | 35e Katrine Veje · 53e Pernille Harder | Arbitrage : Kateryna Monzul | Arbitrage : Kateryna Monzul |
| 4 avril 2012 15:30 HEC | Rapport  |         |                                        | Arbitrage : Kateryna Monzul | Arbitrage : Kateryna Monzul |

| 5 avril 2012 | Autriche              | 1 – 0   | Portugal | Wiener Neustädter Stadion, Wiener Neustadt |                                 |
| 19:00 HEC    | Laura Feiersinger 85e | (0 - 0) |          | Arbitrage : Natalia Aleksakhina            | Arbitrage : Natalia Aleksakhina |
| 19:00 HEC    | Rapport               |         |          | Arbitrage : Natalia Aleksakhina            | Arbitrage : Natalia Aleksakhina |

| 10e journée  | Tchéquie | –   | Autriche | FK Viktoria Stadion, Prague |  |
| 16 juin 2012 |          | (-) |          |                             |  |

| 20 juin 2012 | Danemark | –   | Tchéquie | Vejle Stadion, Vejle |  |
| 19:30 HEC    |          | (-) |          |                      |  |

| 11e journée       | Autriche | –   | Danemark |  |  |
| 15 septembre 2012 |          | (-) |          |  |  |

| 12e journée       | Danemark | –   | Portugal |  |  |
| 19 septembre 2012 |          | (-) |          |  |  |

| 19 septembre 2012 | Arménie | –   | Tchéquie |  |
|                   |         | (-) |          |  |